# Église Saint-Jérôme de Boyeux-Saint-Jérôme
L'église Saint-Jérôme est une église située à Boyeux-Saint-Jérôme, en France.

## Localisation
L'église est située dans le département français de l'Ain, sur la commune de Boyeux-Saint-Jérôme.

## Historique
L'édifice est inscrit au titre des monuments historiques en 1926.